# Mesarmadillo giganteus
Mesarmadillo giganteus är en kräftdjursart som beskrevs av Paulian de Felice 1945. Mesarmadillo giganteus ingår i släktet Mesarmadillo och familjen Eubelidae. Inga underarter finns listade i Catalogue of Life.